# 발차음
발차음(發車音)은 주로 기차역에서 승강중인 이용자에게 열차가 출발하는 것을 알리는 음악 또는 음성 시스템이다. 버스 정류장과 페리 터미널에서도 동일한 목적으로 이런 시스템을 채용되는 경우가 많다.

## 일본
일본이 발차음 시초에 대해서는 여러 설이 있지만, 1970년대에는 일부 대기업 사철로 사용되었다.